# درويش المقدادي
درويش عبد القادر المقدادي (1316- 1381هـ / 1898 - 1961م)، مربي ومناضل فلسطيني، وجنسيته عراقية وكويتية.

## سيرته
ولد في الطيبة وتلقى تعليمه الابتدائي في طولكرم أما دروسه الأولية فتلقاها في الكتاب في قريته الطيبة مسقط رأسه. أما الثانوية والجامعية ففي الكلية الإسلامية والجامعة الأمريكية في بيروت حيث درس التاريخ والأدب وعلم الاجتماع. بعد أن تخرج سنة 1922 عُين مدرساً في دار المعلمين الحكومية في القدس (1922 -1925) ثم استقال منها لأن سلطة الانتداب البريطاني لم تسمح له بتكوين فرقة كشاف تحمل اسم خالد بن الوليد. انتقل لتدريس في الكلية الإسلامية التي أنشأها «المجلس الإسلامي الأعلى» فأمضى عاماً دراسياً ثم غادر إلى العراق سنة 1927 ليدرس التاريخ في داري المعلمين في بغداد والموصل.
عمل متعاونا مع صديقه المربي الكبير ساطع الحصري من أجل إصلاح جهاز التعليم وتطوير أنظمة التدريس وفرض نظام الفتوة في مدارس العراق. كما أنه قام برفقة صديقه نقولا زيادة بعدة رحلات جغرافية تاريخية عبر خلالها أراضي فلسطين وسوريا ولبنان. وقد كتب عن هذه الرحلة صديقه المذكور الكثير من المقالات والنشرات.
عاد إلى فلسطين سنة 1929 وشارك في ذلك العام في ثورة البراق محرضاً وداعياً إلى قتال الإنكليز فاعتقل وأودع في السجن، ثم أطلق سراحه بكفالة فعاد إلى العراق وحكم عليه غيابياً بالسجن الفعلي. في بغداد كان على صلة دائمة بالمفكرين والمناضلين القوميين، وقد أسس معهم نادٍ سمي «نادي المثنى» وذلك في عام 1935. قصد برلين سنة 1936 لإتمام الدراسة ولكن اندلاع الحرب العالمية الثانية حال دون تحقيق غايته فعاد إلى العراق ليدرس في جامعتها وترأس فرق الفتوة هناك.
حين قامت ثورة رشيد الكيلاني سنة 1941 دعا المقدادي إلى دعمها وعندما أخفقت اعتقلته السلطات البريطانية في العراق وزجته في سجن نقرة السلمان حيث أمضى أربعة أعوام ثم نُقِل إلى معتقل قر بالقدس، وفي هذه المدة ألف مسرحية بعنوان بين جاهليتين وفي سنة 1946 أطلق سراحه وعين مديراً للمكتب العربي في القدس وعضواً في المشروع الإنشائي العربي.
بعد نكبة عام 1948 انتقل إلى دمشق فعين مدرساً لتاريخ في جامعتها ثم اختير مديراً لدائرة المعارف في الكويت سنة 1950-1952 فمديراً لها من 1953-1961 وفي فترة تواجده في الكويت عمل على تأسيس المعهد العربي الكويتي الأردني في القدس بتبرعات المحسنين الكويتيين. ثم مرض بمرض عضال في الكويت انتقل إلى لندن للمعالجة لكنه عاد إلى بيروت يأساً من الشفاء حيث فاضت روحه في ليلة 14 مارس 1961م.

## مؤلفاته
كان درويش المقدادي شديد الإيمان بعروبته وقد خلف عدة مؤلفات وكتب منها:
- تاريخنا، بالاشتراك مع أكرم زعيتر طبع سنة 1935.
- تاريخ الأمة العربية طبع سنة 1936.
- بين جاهليتين مسرحية طبعت سنة 1967 بعد وفاته بست سنوات.
- تاريخ الكويت وأثارها.

من مساهماته وخلال عمله في معارف الكويت زار الباكستان واتصل برجال التعليم في كراتشي واتفق معهم أن تكون العربية اللغة الرسمية للدولة بدلاً من الإنكليزية وعاد إلى الكويت معتزاً بذلك، وخلال دراسته في برلين قلده هتلر وسام الصليب المعكوف تقديراً لمواهبه العلمية وخلقه العالي، وبعد أن علق الوسام على صدر هذا العربي الكبير قال: "إن المقدادي يجمع بين الأخلاق الشرقية والمعاني النفسية السامية وهي صفات العمل الغربي".
قام درويش المقدادي برحلة على الأقدام والدواب مع تلميذه وصديقه المؤرخ الفلسطيني-اللبناني نقولا زيادة حيث خرجوا من القدس إلى النبطية عبر أراضي نابلس ومرج بن عامر والجليل حتى جنوب لبنان وذلك في سنة 1925.

## تكريم
أطلق اسمه على شوارع في عمان والطيبة.